# Липинский, Николай Дмитриевич
Николай Дмитриевич Липинский (укр. Микола Дмитрович Липинський; 9 апреля 1968, Черкассы, Украинская ССР, СССР) — советский и украинский футболист, выступавший за клубы элитных дивизионов Украины («Карпаты» (Львов), «Нефтяник» (Ахтырка), «Торпедо» (Запорожье)) и Словакии («Кошице»).

## Футбольная биография
Заниматься футболом Николай начинал в черкасской ДЮСШ при стадионе «Спартак», где его первым тренером стал Александр Николаевич Блуд. Позже продолжил обучение в Харьковском спортинтернате, по окончании которого стал игроком дублирующего состава днепропетровского «Днепра». Отыграв сезон за резервистов, молодой нападающий был призван в армию и направлен на Дальний Восток, где вскоре стал выступать за армейскую команду мастеров из Хабаровска.
Демобилизовавшись в 1988 году, Липинский возвращается на Украину, где становится игроком второлиговой команды «Шахтёр» (Павлоград). Костяк коллектива составляли опытные футболисты и молодому игроку не часто предоставлялся шанс проявить себя в основном составе. По завершении сезона Николай покидает горняков, перебравшись в белорусский клуб «Гомсельмаш». В команде из Гомеля Липинский получает стабильную игровую практику, но несмотря на это, принимает решение переехать в родной город, получив приглашение от одного из своих детских тренеров — Рудольфа Козенкова, возглавившему к тому времени черкасский «Днепр». Сезон 1990 года черкащане провели не очень удачно, команда большую часть первенства находилась в нижней части турнирной таблицы и по итогам чемпионата финишировала на 18 месте. Тем не менее сезон для самого Липинского сложился неплохо, нападающий стабильно выходил на поле в основном составе, был лидером атак команды, забив 6 голов стал её лучшим бомбардиром.
Сезон 1991 года, ставший последним в истории проведений чемпионатов СССР, Николай провёл в команде «Нефтяник» (Ахтырка), в составе которой стал победителем 1 зоны второй лиги СССР и чемпионом Украинской ССР. В следующем году «нефтяники» стартовали уже в первом независимом чемпионате Украины. Дебют Липинского и его команды в высшей лиге состоялся 7 марта 1992 года, в выездном поединке против одесского СКА, в котором «Нефтяник» одержал победу со счётом 1:0. Свой первый гол в элитном дивизионе Николай забил 8 апреля 1992 года, в игре «Нефтяник» — «Волынь» 2:1, принеся победу своей команде на 90 минуте матча. В целом, свой первый сезон в элите украинского футбола, коллектив провел не удачно, заняв в подгруппе 8 место покинув высшую лигу. Липинский, стабильно игравший в основном составе, забил лишь 3 гола, но даже такой скромный показатель позволил нападающему стать лучшим бомбардиром команды.
Первый круг сезона 1992/93 нападающий провёл играя за «Нефтяник» в первой лиге, где успел сыграть 17 поединков и забить 7 мячей. В 1993 году Липинский перебирается в словацкий клуб «Слопод», представлявший город Михаловце, в составе которого выступали ещё два футболиста с Украины — Михаил Савка и Роман Щур. Через некоторое время форвард подписывает контракт с другим словацким клубом — «Кошице», в составе которого дебютирует в турнире Кубка обладателей кубков УЕФА, где право выступать его новый клуб получил как действующий обладатель Кубка Чехословакии. В еврокубковом турнире Николай впервые принял участие в ответной игре против вильнюсского «Жальгириса», выйдя на поле в стартовом составе. «Кошице» по итогам двух матчей одержал победу и вышел в 1/16 финала, где встретился с турецким «Бешикташем». Обыграв соперника на своём поле 2:1, словацкая команда уступила в повторном матче 2:0. В ответном поединке Николай снова вышел в стартовом составе, сыграв свой второй матч в еврокубках. В чемпионате Словакии украинский футболист провёл 14 поединков, а его команда финишировала на 5 месте.
Летом 1994 года, находясь в отпуске на Украине, Николай получает предложение от руководства «Карпат» перейти во львовский клуб. Несмотря на действующий годичный контракт с «Кошице», футболист принимает предложение и уже в августе, после того как «Карпаты» уладили все формальности с его бывшим клубом, становится полноправным игроком львовского коллектива, возглавляемого тренером Мироном Маркевичем. В своей новой команде, Липинский составил атакующий дуэт с другим нападающим, Андреем Покладком. За львовский клуб Николай дебютировал 18 августа, в поединке против «Вереса», а уже в своём третьем матче, в котором «Карпаты» принимали луганскую «Зарю», отличился и своим первым голом, поразив ворота луганского голкипера Андрея Никитина уже на первой минуте матча. Этот мяч, забитый вскоре после стартового свистка арбитра, стал одним из самых быстрых голов в истории львовского клуба. Несмотря на стабильное место в составе, весной 1995 года форвард вынужден был покинуть Львов из-за конфликта с одним из функционеров клуба, произошедшем накануне матча с днепропетровским «Днепром». Остаток сезона нападающий доигрывал в перволиговой «Скале» из города Стрый, став одним из её лидеров. Проведя в коллективе лишь половину сезона, стал лучшим бомбардиром команды, отличившись 5 забитыми голами.
Второй круг следующего сезона Николай провёл в ещё одной команде первой лиги — «Явор», куда его пригласил тренер Валерий Душков, ранее работавший с футболистом в «Нефтянике». По окончании сезона Липинский возвращается в клуб из Ахтырки, где отыграл полтора сезона. В начале 1998 года нападающий переходит в запорожское «Торпедо», боровшееся за выживание в высшей лиге Украины. Опытный футболист принял участие только в двух поединках стартовавшего второго круга чемпионата и вскоре завершил игровую карьеру.

## Достижения
- Чемпион Украинской ССР: 1991